# I Do (canción de Boom Boom Kid)
I Do, (Acepto) canción de Boom Boom Kid del álbum Okey Dokey en 2001.
El vido fue dirigido por Diego Flores y Manu Morales, muestra al cantante Carlos Rodríguez y fue emitido por la cadena MTV, y el tema fue elegido como una de las 50 mejores canciones del rock argentina posicionándose en el número 32.  
El tema I Do una de sus canciones más esuchas de la banda en sus recitales.